# Клодиг (Удине)
Клодиг је насеље у Италији у округу Удине, региону Фурланија-Јулијска крајина.
Према процени из 2011. у насељу је живело 60 становника. Насеље се налази на надморској висини од 267 м.